# Thure Björck
Thure Gottfried Wilhelm Björck, (Björk enl SDB) född 16 januari 1851 i Uppsala, död 17 augusti 1913 i Vadstena, Östergötlands län, , var en svensk psykiater.
Björck var far till Peder Björck.
Björck, vars far var lektor, blev student vid Uppsala universitet 1870, medicine kandidat 1879 och medicine licentiat 1885. Han var biträdande läkare vid Uppsala hospital 1883–90, asylläkare vid Lunds hospital och asyl 1891–95; t.f. överläkare vid Uppsala hospital och t.f. e.o. professor i psykiatri vid Uppsala universitet 1893–95 samt överläkare vid Vadstena hospital och asyl från 1895. Han var ledamot av styrelsen för Vadstena samskola från 1906.